# 仝卓事件

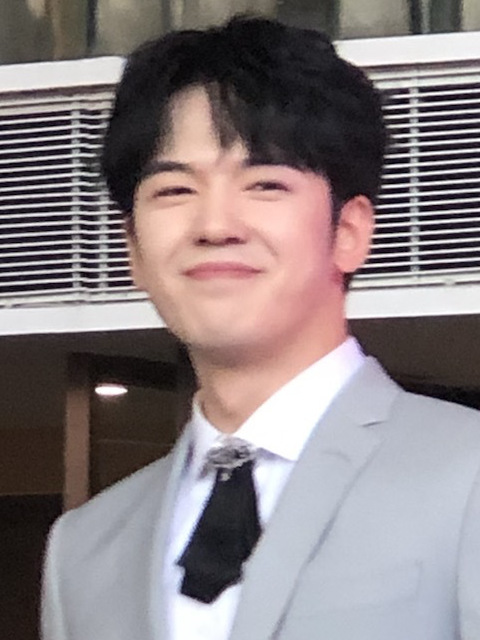
仝卓

仝卓事件，是中国艺人仝卓于2020年自曝曾伪造应届生身份参加高考，引发舆论争议的事件，是中国内地娱乐圈乱象之一。经临汾市监察委员会调查，确定仝卓存在伪造应届生身份、违规入党之行为。随后，山西省招生考试管理中心宣布其高考成绩无效，中共临汾市委组织部对其党员身份不予承认，中央戏剧学院校方撤销其毕业证书。与此同时，多名公职人员受事件牵连而被处分。

## 事件经过
仝卓曾在接受杂志采访时自述心仪解放军艺术学院，但连续考了两年都未能如愿。然而解放军艺术学院只招收应届生，唯当时的社会舆论尚未注意到仝卓何以在复读一年后仍可以应届生身份报考该校的问题。
2020年5月22日，仝卓在直播中自曝曾有复读的经历，称当时心仪的大学（即指解放军艺术学院）只招收应届生，他为了考上而“用了一些手段”将自己的往届生身份伪造成应届生，不过他还是没能考上该学校，最后考上了（即使以往届生身份也可考取的）中戏。此事在网络上引发争议，不少网友将其与翟天临学术风波作比较。其後，《快乐大本营》新浪官博编辑了5月25日发布的六一特辑预告这条微博，将仝卓的名字编辑删除。5月28日播出的《神奇的汉字》节目中，在節目中担纲主持的仝卓镜头全部被剪，名字也被做了打码处理；《快乐大本营》将其镜头删除或用写有“打码”二字的方块遮盖其面部。此外，他首次参演的电视剧《了不起的儿科医生》也受到影响，撤销了他的宣传海报，上映时他的镜头已被AI换脸成另一位男演员李欢，演员表也改成了李欢。
5月29日下午，中央戏剧学院党委宣传部工作人员发表独家声明：“我院严格遵守国家关于本科招生的各项法律规定，并密切关注此事，配合教育部开展调查。”当晚，中华人民共和国教育部对仝卓事件做出回应称，已要求山西省教育厅、有关高校和中学对此事件开展调查。随后，仝卓通过个人微博发表道歉信，称自己已向中央戏剧学院申请撤销学籍和学历。
仝卓的继父仝天峰为山西临汾市人大常委会副秘书长，有网民质疑其参与修改儿子仝卓的高考身份。6月1日，临汾人大常委会综合办公室工作人员向《新京报》记者表示，当地相关部门已就此事介入调查。6月2日，有网友爆料指，仝卓加入中国共产党时未满18岁，不符合《中国共产党章程》相关规定。临汾市委宣传部随后回应称，相关部门正在调查。同时，延安市教育局、陕西省教育厅协助调查仝卓事件。
6月12日，山西省教育厅发布《关于仝卓以伪造应届生身份参加高考问题的调查处理通报》，山西省招生考试管理中心已作出仝卓参加山西省2013年普通高校招生全国统一考试各阶段、各科成绩无效的决定。
6月19日，仝卓将自己微博账号上的身份认证由“声入人心男团Super Vocal成员”改为“仝卓TZ超话主持人”，疑遭退团。6月22日，仝卓于微博发文告别湖南卫视。截至目前，湖南卫视与环球音乐并未对仝卓事件作出任何回应。

## 调查结果
2020年6月12日，临汾市监察委员会发布了通报，详细说明了仝卓伪造应届生身份、违规入党的经过和相关责任人的处理情况。通报指出，仝天峰为了将仝卓的身份改为应届生，在2012年8月拜托了临汾市教育局的工作人员办理仝卓的转学事宜，以帮助仝卓再次考取解放军艺术学院；随后，在临汾市教育局和临汾市第二中学一系列工作人员的配合下，在缺少相关材料、违反相关规定的情况下，仝卓于当年10月取得了临汾市第二中学应届生的学籍。于是，仝卓得以以应届生的身份，参加2013年的高考，而这违反了《国家教育考试违规处理办法》、山西省招生考试管理中心《关于2013年普通高校招生全国统一考试报名工作的通知》等有关规定。
通报还指出，2013年6月，仝天峰还请托了中共尧都区委组织部副部长赵国华提供了空白的《入党志愿书》，又安排时任临汾市尧都区委党校办公室主任王迎晖在仝卓没有参加相关培训的情况下，办理了《入党积极分子培训班结业证》，后又在临汾市教育系统工作人员的帮助下，为仝卓办理了中共预备党员手续。随后，仝天峰请托时任临汾市第二中学副校长段玉河，请其帮助办理仝卓入党手续。段玉河分别找到时任该校党总支副书记、副校长罗青姣，时任临汾市尧都区教育局党办主任许文杰帮忙，违规办理了仝卓中共预备党员手续。2013年，仝卓被中戏录取后，组织关系转至中戏，2018年毕业后转回临汾。
在纪委监委调查仝卓相关争议时，临汾市教育局的工作人员还伪造了仝卓从延安市至临汾市迁移户籍的手续，甚至还组织起了“攻守同盟”，企图阻碍纪委监委的调查。2020年5月30日，在相关部门调查仝卓问题期间，临汾市教育局总督学苏迎泽为将仝卓转的学籍档案补齐，安排市教育局基础教育科彭波和张文成伪造仝的户籍，二人在刘某某经营的临汾市某广告部伪造仝从延安迁至临汾的户籍迁移手续，通过张子荣、贾美兰、薛文琴将该手续放入仝卓转学档案。临汾市教育局局长李晋平知悉该情况后，既不制止，也不报告，并指使相关人员订立攻守同盟，对抗组织调查。临汾市招生考试管理中心主任张宝仓在向有关部门报告情况时，隐瞒了仝卓学籍存在问题的情况。
2020年6月13日，陕西省延安市纪委监委对已查明为仝卓办理虚假转学手续提供帮助的时任延安市人大常委会副秘书长、办公室副主任李庆锋进行立案审查。

## 处理结果
由于仝卓的入党程序存在虚假、违规的情况，在临汾市纪委监委调查结束后，中共临汾市委组织部宣布，不承认仝卓的党员身份。由于仝卓以伪造身份参加2013年高考，根据《国家教育考试违规处理办法》第九条，山西省招生考试管理中心表示，仝卓在高考中的各科成绩无效。中央戏剧学院作出决定，取消仝卓于2018年获得的2013级歌剧表演班（五年制）毕业证书。
临汾市纪委监委、延安市纪委监委先后公布了相关责任人的处理情况：
| 姓名                     | 时任职务                                            | 处分                                        |
| 仝卓亲属                 | 仝卓亲属                                            | 仝卓亲属                                    |
| ------------------------ | --------------------------------------------------- | ------------------------------------------- |
| 仝天峰                   | 临汾市人大常委会副秘书长、办公室副主任、 研究室主任 | - 留党察看一年 - 政务撤职                   |
| 临汾市教育局相关人员     |                                                     |                                             |
| 李晋平                   | 临汾市教育局党组书记、局长                          | - 撤销党内职务 - 政务撤职                   |
| 张子荣                   | 临汾市尧都区教育局基础教育股工作人员                | 党内严重警告                                |
| 张宝仓                   | 临汾市招生考试中心主任                              | 党内严重警告                                |
| 彭波                     | 临汾市教育局基础教育科工作人员                      | - 涉嫌伪造国家机关证件罪 - 接受司法机关调查 |
| 苏迎泽                   | 临汾市教育局基础教育科科长、临汾市教育局总督学      | - 涉嫌伪造国家机关证件罪 - 接受司法机关调查 |
| 张文成                   | 临汾市教育局基础教育科工作人员                      | - 涉嫌伪造国家机关证件罪 - 接受司法机关调查 |
| 临汾市第二中学相关人员   |                                                     |                                             |
| 朱云龙                   | 临汾市第二中学校长                                  | 政务记大过                                  |
| 贾美兰                   | 临汾市第二中学教务处工作人员                        | 党内严重警告                                |
| 段玉河                   | 临汾市第二中学副校长                                | - 党内严重警告 - 免去现任职务               |
| 罗青姣                   | 临汾市第二中学党总支副书记、副校长                  | 党内警告处分                                |
| 薛文琴                   | 临汾市第二中学学籍管理员                            | 党内严重警告                                |
| 临汾市尧都区党务相关人员 |                                                     |                                             |
| 许文杰                   | 临汾市尧都区教育局党办主任                          | - 党内严重警告 - 免去现任职务               |
| 王迎晖                   | 临汾市尧都区委党校办公室主任                        | - 党内严重警告 - 免去现任职务               |
| 赵国华                   | 临汾市尧都区委组织部副部长                          | - 撤销党内职务 - 政务撤职                   |
| 延安市相关人员           |                                                     |                                             |
| 李庆锋                   | 延安市人大常委会副秘书长、办公室副主任              | - 留党察看一年 - 政务撤职                   |
| 侯绥利                   | 延安市宝塔区第二中学教师                            | 党内严重警告                                |
| 兰海                     | 延安市宝塔区第二中学招生办主任                      | 党内严重警告                                |
| 谢东平                   | 延安市宝塔区第二中学德育处主任                      | - 党内严重警告 - 解聘副校长职务             |
| 范昕涛                   | 延安市宝塔区第二中学副校长                          | 党内严重警告                                |
| 樊海峰                   | 延安市宝塔区第二中学校长                            | 党内严重警告                                |

2020年6月24日，临汾市尧都区第十届人民代表大会常务委员会召开第三十三次会议，依法罢免仝天峰的临汾市第四届人民代表大会代表职务，其临汾市第四届人民代表大会常务委员会委员、副秘书长职务自行终止。
2020年7月18日，临汾市尧都区人民检察院依法对临汾市教育局党组成员、总督学苏迎泽以涉嫌伪造国家机关证件罪作出批准逮捕决定。
2020年11月26日，临汾市尧都区人民检察院依法以危险驾驶罪、伪造国家机关证件罪，对张某某、彭某、刘某某向临汾市尧都区人民法院提起公诉。根据临汾市纪委监委之前的通报，张某某和彭某的真名应为张文成和彭波，而刘某某不属于公职人员，之前没有在通报中出现过。起诉书显示：张文成除了涉嫌伪造国家机关证件以外，还曾于2019年1月25日21时许因酒后驾车被执勤民警查获，同年6月21日，因涉嫌危险驾驶罪被临汾市公安局取保候审。2020年6月4日，彭波与刘某某因涉嫌伪造国家机关证件罪被临汾市公安局直属分局取保候审。6月22日，张文成因涉嫌伪造国家机关证件罪被临汾市公安局直属分局取保候审。三人对犯罪事实没有异议，认罪认罚。

## 评价
- 《中国青年报》批评仝卓“根本就没有意识到，自己的错误言行，会让他的星途‘翻车’成这个样子”，并强调“这种违规后的不自知，在一定程度上和违规行为一样，需要为社会所警惕”[27]。
- 新华网评论指：“高考公平弥足珍贵，事关中国未来。破坏高考公平的蛀虫，一个都不能放过！”[28]
- 人民网评论指：“发现一起，严查一起，仝卓事件是仝卓的滑铁卢，他付出了应有的代价，与该事件有关的人员也付出了应有的代价。”[29]
- 中央纪委国家监委网站指出，仝卓事件“如一面镜子，照亮了人民群众对社会公平正义的渴求，也照出了个别领导干部罔顾党纪国法、不当用权的肆意妄为”[30]，这一事件“客观上当时的制度有漏洞，主观上却是个别领导干部罔顾党纪国法、不当用权的肆意妄为”，涉案人员“理想信念动摇、纪法观念淡漠、特权思想顽固、侥幸心理作祟”，仝卓在直播中“自曝家丑”说明“他本人并未意识到高考舞弊是不光彩的事，是违纪违法的事，家风家教显然也存在问题”[31]。

## 后续
仝卓事件发生后，有自媒体发表以“仝卓直播翻车，郑云龙低调拍戏”为主题的拉踩文章。2020年7月6日，仝卓在个人微博晒出部分拉踩文章截图，并向同为《声入人心》成员的郑云龙喊话称：“我宁愿相信这么下作的手法是跟你没关系的。”随后，一位文章作者转发该微博，称自己没有炒作，与郑云龙“没联系，不认识”。郑云龙的经纪人亦回应称：“我们团队从未与营销号合作过。”7月9日，仝卓工作室质疑郑云龙论文造假。该言论引发舆论争议。次日，仝卓工作室声称郑云龙为“潜在的法制咖”，他们出来喊话郑云龙是因为不想和他绑定。同时，仝卓及其工作室还要求部分媒体、自媒体及个人删除不实稿件。7月11日，演员姚晨在个人微博转发支持郑云龙的新歌，随后仝卓在微博中指责其“抱团”，并提及“姚晨恶之花事件”。
7月29日，仝卓工作室表示，学籍和学历可以不要，但卷子是一笔一划答的，希望能够恢复仝卓的高考成绩。次日，山西省教育厅工作人员回应称：“现在我们已经收到仝卓一方的这个诉求，目前正在核实中，核实完会依法依规处理。”
《<中华人民共和国公职人员政务处分法>学习读本》将仝卓事件作为反面教材写入。
2021年4月22日，山西省太原市中级人民法院对仝卓诉山西省招生考试管理中心作出的《国家教育考试考生违规处理决定书》一案公开开庭进行审理，案件将择日宣判。
2022年1月5日，仝卓在个人微博发文：“我起诉山西省招生考试管理中心已经历时一年，如果有事情，可以直接联系我本人或者我的委托律师。我母亲重度抑郁多年，心脏最近也出问题，我弟弟尚年幼，还请不要再打扰我的家人了，没有意义。只要是依法的判决，我都尊重。”仝卓工作室转发并评论称，近期不断有人威胁仝卓家人，要求仝卓撤诉。他们通过短信和电话不断的威胁仝卓家人，要求仝卓赶紧撤诉，如果不撤诉的话，就会威胁到仝卓家人。甚至还放言，哪怕仝卓的起诉赢了，最后也会想办法让他输。工作室已经保留了证据。
2022年1月10日，媒体曝光了仝卓学籍造假的部分细节。同日晚，仝卓在个人微博发文称：“感谢大家的关注，不过需要指出一点，并不是我高考舞弊，是部分人员对我的高考进行了舞弊，长期关注此事的网友应该很清楚这一点。我早在一年多前就行政起诉山西省招生考试管理中心。盼各界媒体能对我的行政诉讼遇到的重重困难进行关注。感谢。”
2022年1月13日，仝卓在其微博以图片的形式发布长文，回应起诉山西省招生考试管理中心一事。仝卓认为，2020年10月的起诉书在2022年1月突然冲上热搜，自己和家人又正在遭受强大的外部压力，并非巧合；山西省招考中心的工作程序不合法，在庭审中进行了不符合事实的陈述，关键性的证明材料缺失。他表示，愿意接受依法做出的处罚和判决，只是需要一个申辩的机会。
2023年，仝卓开始在抖音和微信视频号开展直播销售活动，有网民就此在直播间质疑其复出而被管理员拉黑。但有专家认为，仝卓入驻社交媒体平台发布短视频、进行直播带货，实际是一种“变相复出”。

## 類似事件
- 翟天临学术风波

相關概念
- 中国大陆演艺圈#争议事件